# West Finchley (métro de Londres)
West Finchley (en anglais : West Finchley tube station ou West Finchley Underground Station), est une station de la ligne Northern du métro de Londres, en zone 4 Travelcard. Elle est située sur la Nether Street, à Finchley, sur le territoire du borough londonien de Barnet, dans le Grand Londres.

## Situation sur le réseau
La station West Finchley, de la branche High Barnet de la ligne Northern du métro de Londres, est située entre les stations Woodside Park, en direction du terminus nord High Barnet, et Finchley Central en direction du terminus sud Morden. Elle dispose des deux voies de la ligne encadrées par deux quais latéraux, numérotés : 1 et 2.

Plans de la ligne, du métro et des transports à Londres
Ligne Northern.
Métro.
Réseaux de Londres.

## Histoire

### Gare ferroviaire
La gare de West Finchley est mise en service par la London & North Eastern Railway (en) (LNER) le 1er mars 1933. Son utilité est de desservir les nouveaux logements construits dans la zone. Au départ, la station fait partie du réseau de la ligne vers la gare de High Barnet. Le service de la gare par la LNER prend fin lors de la fermeture de ses circulations sur la relation East Finchley par Highgate le 2 mars 1941.

### Station du métro
La station West Finchley de la ligne Northern du métro de Londres est mise en service le 14 avril 1940.

## Services aux voyageurs

### Accès et accueil
L'entrée principale de la station est située sur la Nether Street, à Finchley.

### Desserte
La station West Finchley est desservie par des rames de la ligne Northern du métro de Londres circulant sur les relations High Barnet  - Morden (ou Kennington).

Installations et Desserte
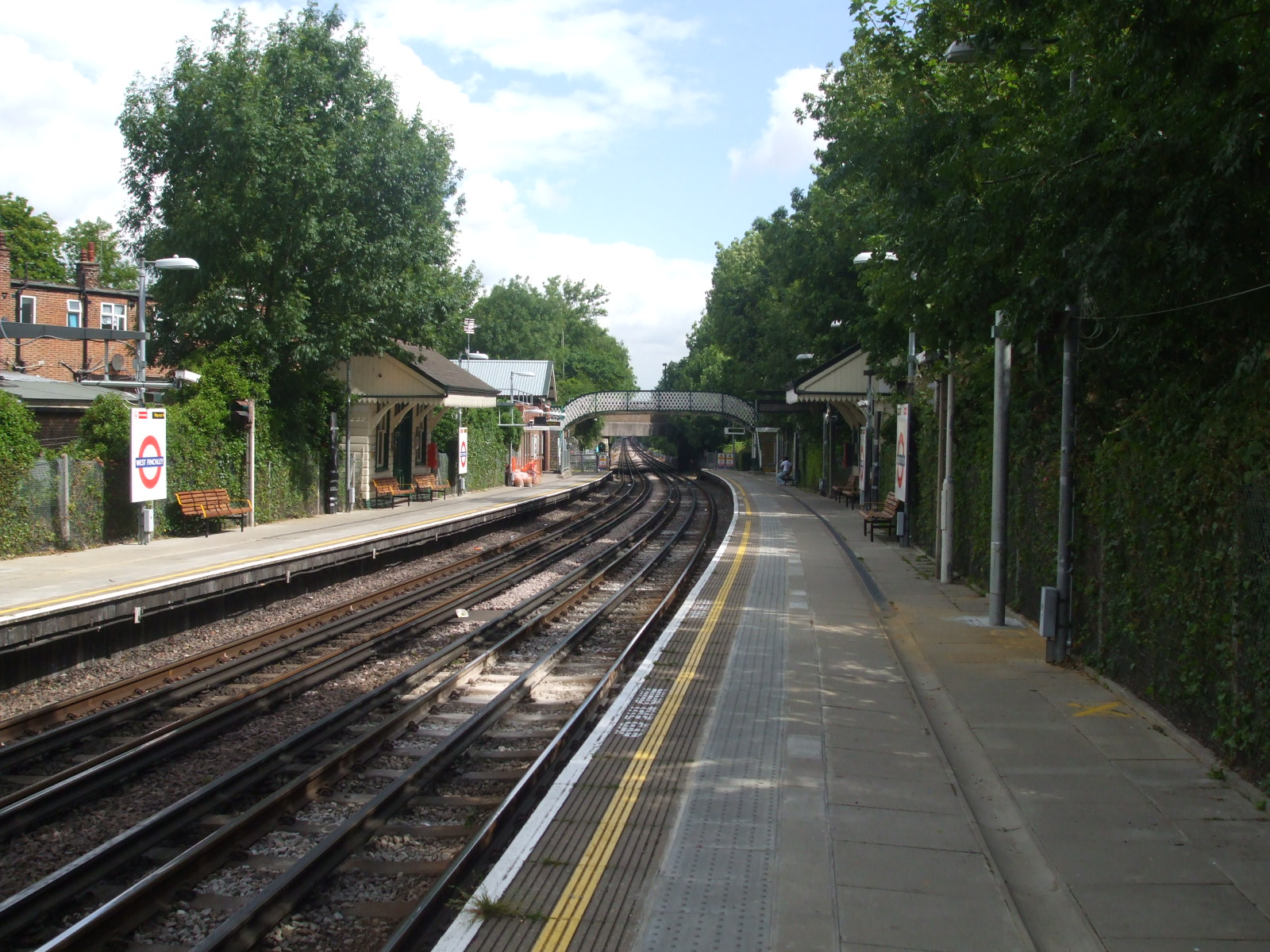
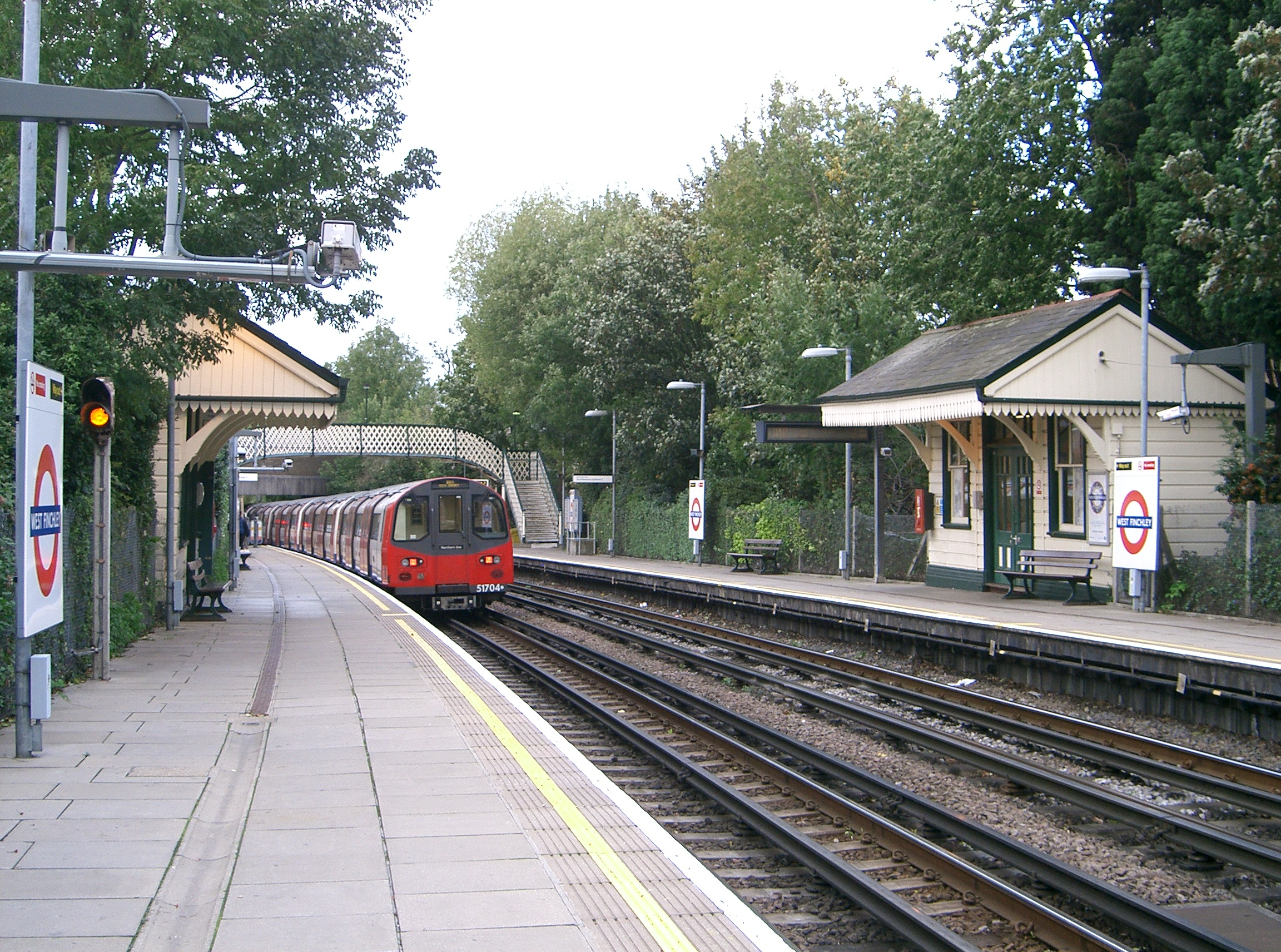
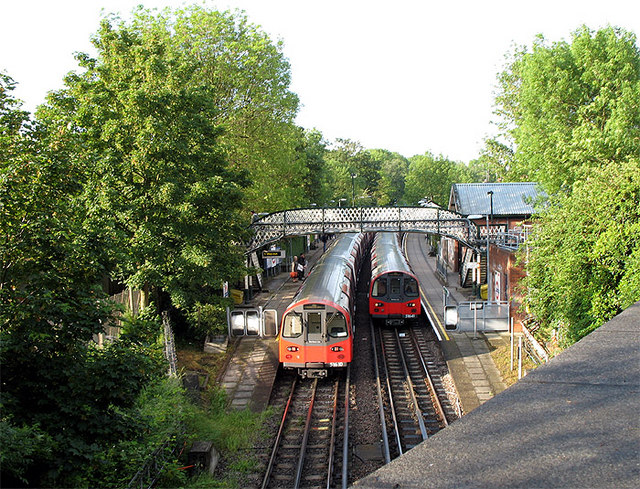

### Intermodalité
Elle n'est pas desservie par des autobus de Londres.

## À proximité
- Finchley